# سوکووووسکو
سوکووووسکو (به لهستانی:  Sokołowsko) یک روستا در لهستان است که در گمینا میروشوو واقع شده‌است. سوکووووسکو ۸۸۰ نفر جمعیت دارد.